# هشام البستاني
هشام بستاني (ولد في عمان، 1975)، هو كاتب وناشط سياسي وطبيب أسنان أردني.

## نشأته وتعليمه
ولد في عمان. درس طب الأسنان ويعمل بستاني منذ عام 1998 في طب وتجميل الأسنان.

## نشاطه السياسي
برز منذ أعوام التسعينيات في المعارضة السياسية  وحركة التضامن مع المقاومة الفلسطينية والعراقية ومناهضة التطبيع في الأردن، وكان مقرّراً للجنة مقاومة التطبيع النقابية وأميناً لسر منتدى الفكر الإشتراكي في الأردن، كما شارك عدة مبادرات سياسية ونقابية محلية وعربية ودولية.
نشر مقالات سياسية في عدة صحف عربية وأجنبية منها الأخبار البيروتية والقدس العربي اللندنية، وتتناول كتاباته السياسية آفاق حركة جديدة تتجاوز الهويات القطرية الاستعمارية والاستقطابات المحلية بين شرق أردني وفلسطيني، نحو حركة تقدمية عربية/أممية جديدة.
اعتقل في نيسان 2002 بسبب مواقف تنتقد النظام، أو بتهمة تهمة «اثارة شائعات من شأنها المساس بهيبة الدولة»، ثم أفرج عنه بعد خمسة أيام بكفالة، وأعيد اعتقاله لاحقا في نفس العام بعد نشره مقالا يصف الظروف في سجن الجويدة الأردني.

## نشاطه الأدبي
صدرت له عدة مجموعات قصصية وتُرجمت قصصه ونصوصه الشعريّة إلى لغات عدّة، ونُشرت الإنجليزيّة منها في دوريّات بارزة في الولايات المتّحدة، وبريطانيا، وكندا، وأيرلندا.
بالإضافة إلى كتابة القصّة والشعر، يقدّم هشام عروضًا «اشتباكيّة» تدمج نصوصه مع عدّة فنون على المسرح، مثل الموسيقى والتّشكيل والرّقص المعاصر.
تولى تحريرالأدب العربيّ لمجلّة ذي كومون، وهي مجلة أدبية تصدر في جامعة آمهيرست الأمريكية، حيث يشرف فيها على إصدار ملفّات من الأدب العربيّ مترجمة إلى الإنجليزيّة.

## كتب

### مجموعات قصصية
- 2008: عن الحب والموت، دار الفارابي
- 2010: الفوضى الرتيبة للوجود، دار الفارابي
- 2012: أرى المعنى، دار الآداب
- 2014: مقدّمات لا بدّ منها لفناءٍ مؤجل، دار العين
- 2018: شهيق طويل قبل أن ينتهي كل شيء، دار كتب خان، القاهرة[6]

### سياسة
2021: الكيانات الوظيفية، المؤسسة العربية للدراسات والنشر

## تكريم وجوائز
- 2013: اختارته مجلة ذي كلتشر ترِب الثقافيّة البريطانية واحدًا من أبرز ستّة كتّاب معاصرين من الأردن.
- 2014:  حاز كتابه أرى المعنى على جائزة جامعة آركنسو (الولايات المتحدة) للأدب العربيّ وترجمته
- 2017:  أُدرجت إحدى قصصه في الكتاب الأنطولوجيّ الأوّل لـ أفضل القصص القصيرة الآسيويّة (سنغافورة)
- 2017 : حاز على جائزة الإقامة الأدبيّة في مركز بيلّاجيو (إيطاليا) التّابع لمؤسسة روكفلر الأميركيّة.[5]